# Очёса
Очёса (бел. Ачоса) — река на границе Беларуси и России, правый приток Ипути (бассейн Днепра). Длина 31 км. Площадь водосбора 232 км². Средний наклон водной поверхности 0,8 %.

## Происхождение названия
Согласно В. Н. Топорову и О. Н. Трубачеву, название реки Очёса имеет балтское происхождение, первоначальная форма - *Akesa. Состоит из основы ak- "источник; глаз", к которому присоединен типично балтский суффикс -esa. Параллели: лит. Akelė, лтш. Ace, др-прусск. Akicz, а также гидроним Ока.

## Описание
Начинается в 2 км юго-восточнее посёлка Коновалово Ветковского района. Течёт по границе Брянской и Гомельской областей, впадает в Ипуть в 2,5 км к востоку от деревни Демьянки Добрушского района. Русло почти на всём протяжении канализовано.